# Tarcza Wspólnoty 2023
W dniu 6 sierpnia 2023 roku (niedziela) o godzinie 17:00 (16:00 czasu brytyjskiego) odbył się 101. mecz o Tarczę Wspólnoty, w którym zmierzyli się zwycięzcy Premier League i Pucharu Anglii – Manchester City, oraz wicemistrzowie Anglii - Arsenal. Triumfatora tych rozgrywek wyłoniło spotkanie rozegrane na londyńskim Wembley, które poprowadził Stuart Attwell.
Mecz ten traktowany był również jako rewanż finałów o Tarczę Dobroczynności 1934, oraz Tarczę Wspólnoty 2014, w których Arsenal pokonywał Obywateli odpowiednio 4:0 i 3:0. 
Triumfatorami spotkania zostali Kanonierzy, którzy zwyciężyli 4:1 w serii rzutów karnych. 

## Szczegóły meczu
| 6 sierpnia 2023 17:00 CET           | Arsenal · Trossard 90+11' | 1:1 k. 4:1(0:0, 1:1)Raport | Manchester City · 77' Palmer | Wembley, Londyn Widzów: 81 145 Sędzia: Stuart Attwell |
|                                     |                           |                            |                              |                                                       |
|                                     |                           | Rzuty karne                |                              |                                                       |
| Ødegaard · Trossard · Saka · Vieira |                           | De Bruyne · Silva · Rodri  |                              |                                                       |

| Arsenal | Manchester City |

| Arsenal Londyn |                     |
| 1              | Aaron Ramsdale      |
| 4              | Ben White           |
| 2              | William Saliba      |
| 6              | Gabriel Magalhães   |
| 12             | Jurriën Timber      |
| 41             | Declan Rice         |
| 5              | Thomas Partey       |
| 7              | Bukayo Saka         |
| 8              | Martin Ødegaard (c) |
| 11             | Gabriel Martinelli  |
| 29             | Kai Havertz         |
| Rezerwowi:     |                     |
| 30             | Matt Turner         |
| 3              | Kieran Tierney      |
| 15             | Jakub Kiwior        |
| 16             | Rob Holding         |
| 18             | Takehiro Tomiyasu   |
| 10             | Emile Smith Rowe    |
| 21             | Fábio Vieira        |
| 14             | Eddie Nketiah       |
| 19             | Leandro Trossard    |
| Trener:        |                     |
| Mikel Arteta   |                     |

| Manchester City |                 |
| 18              | Stefan Ortega   |
| 2               | Kyle Walker (c) |
| 5               | John Stones     |
| 3               | Rúben Dias      |
| 25              | Manuel Akanji   |
| 16              | Rodri           |
| 8               | Mateo Kovačić   |
| 20              | Bernardo Silva  |
| 19              | Julián Álvarez  |
| 10              | Jack Grealish   |
| 9               | Erling Haaland  |
| Rezerwowi:      |                 |
| 31              | Ederson         |
| 14              | Aymeric Laporte |
| 21              | Sergio Gómez    |
| 82              | Rico Lewis      |
| 4               | Kalvin Phillips |
| 17              | Kevin De Bruyne |
| 47              | Phil Foden      |
| 80              | Cole Palmer     |
| 87              | James McAtee    |
| Trener:         |                 |
| Pep Guardiola   |                 |